# Clubiona nollothensis
Clubiona nollothensis là một loài nhện trong họ Clubionidae.
Loài này thuộc chi Clubiona. Clubiona nollothensis được Eugène Simon miêu tả năm 1910.